# Ligue communiste des travailleurs (Sénégal)
Pour les articles homonymes, voir Ligue communiste des travailleurs.
La Ligue communiste des travailleurs (LCT) est un ancien parti politique sénégalais.

## Histoire
Fondé en octobre 1976, le parti est issu d'une scission au sein du Groupement des ouvriers révolutionnaires (GOR), l'ancêtre de l'OST. Il adhère à la Quatrième Internationale de Pierre Lambert.
La première action publique de la LCT est une distribution de tracts pour soutenir les étudiants en grève à la Faculté des Sciences de l'Université de Dakar en mai 1977.
Lors des élections de 1978, la LCT prône l'abstention.
La LCT soutient la candidature de Mamadou Dia lors de la présidentielle de 1983. En 1988, la LCT fusionne avec le Mouvement démocratique populaire, parti dirigé par Dia à l'époque.
La LCT obtient sa reconnaissance légale le 8 juillet 1982.

## Orientation
C'était un parti trotskiste.

## Organisation
Le parti publiait un périodique, Tribune ouvrière.